# Feste Okaukuejo

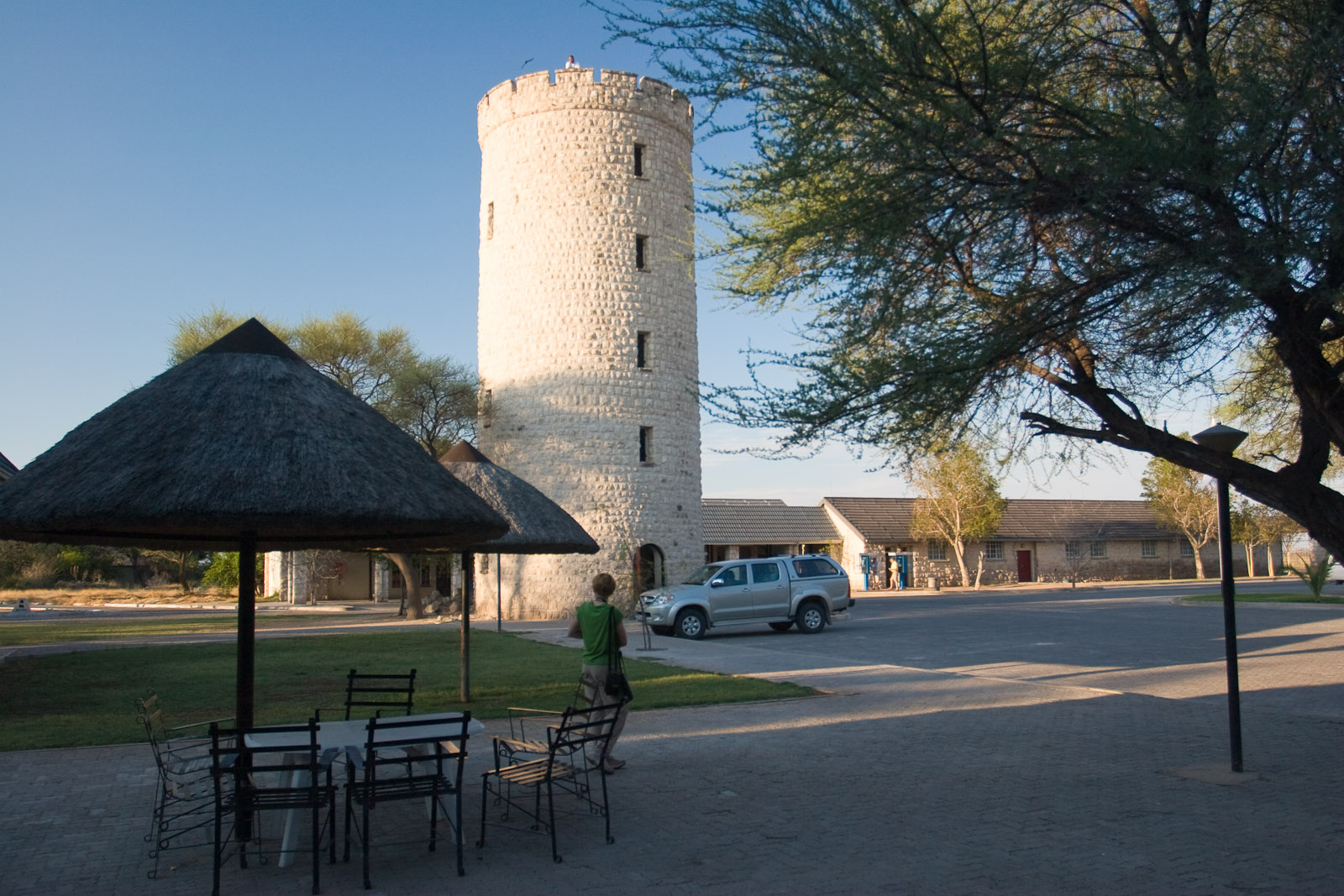
Historisch anmutender Turm in Okaukuejo; erbaut 1963

Die Feste Okaukuejo war eine Festung der Schutztruppe in Okaukuejo in Deutsch-Südwestafrika, dem heutigen Namibia. Das Fort wurde 1900/01 errichtet und im 20. Jahrhundert abgetragen.

## Geschichte
Nach dem Ausbruch der Rinderpestepidemie 1897 wurde hier von Hauptmann Kaiser eine Kontrollstelle zum Abgrenzen des nördlichen Landesteils errichtet, um die weitere Verbreitung der Seuche in die südlicheren Landesteile zu verhindern. Okaukuejo war das mittlere Glied in der Kette vom Fort Sesfontein bis Fort Namutoni. Nach Ende der Rinderpest diente Okaukuejo als Grenzposten.
Das Fort stand unter Leistung von Leutnant Sixt von Arnim. Ab 1909 diente das Fort noch als Polizeistation und war mit sieben Personen besetzt.